# Sektion Allgäu-Immenstadt des Deutschen Alpenvereins
Die Sektion Allgäu-Immenstadt des Deutschen Alpenvereins (D.A.V.) e. V. (kurz DAV Immenstadt) ist eine Sektion des Deutschen Alpenvereins in Immenstadt im Allgäu. Nach den Sektionen München, Oberland und Allgäu-Kempten ist sie die viertgrößte Sektion in Bayern. Die am 21. Mai 1874 gegründete Immenstädter Sektion ist mit 21.504 Mitgliedern (Stand: 31. Dezember 2024) einer der mitgliederstärksten Sportvereine Deutschlands und auf Platz neun der größten Sektionen des Deutschen Alpenvereins.

## Geschichte
Am 28. August 1869 entstand mit 20 Mitgliedern ein Bezirksverein Immenstadt, er war der Sektion Augsburg angegliedert. Diese 20 Vereinsmitglieder berieten im Gasthof Hirsch in Immenstadt darüber eine neue Sektion zu gründen und sich von der Sektion Augsburg abzuspalten. In freundschaftlicher Form wurde die Trennung der beiden Bezirke beschlossen und aus der 1869 in Augsburg gegründeten Sektion Augsburg entstand nun am 21. Mai 1874 die Sektion Allgäu-Immenstadt. Ein strenges Auswahlverfahren mit mehreren Bürgern und hohen Beiträgen garantierten der elitären Vorstandschaft eine gewisse Exklusivität auch bei den Mitgliedern. Sie setzte sich aus betuchten Kaufleuten, Fabrikanten und Königlich Bayerischen Würdenträgern zusammen.
Das erste größere Unternehmen, mit dem sich die junge Sektion einen ehrgeizigen Traum erfüllte, war ein Unterkunftshaus an der Mädelegabel. Nach nur sechs Wochen Bauzeit konnte das nach dem verdienstvollen Vereinsgründer benannte Waltenbergerhaus als bescheidenes Erstmodell am 5. September 1875 eröffnet werden. Das Prinz-Luitpold-Haus wurde im Jahr 1880 auf dem Grund von Prinz Luitpold von Bayern, dem späteren Prinzregenten von Bayern, errichtet, es wurde am 8. Juli 1881 eingeweiht und nach ihm benannt. Eine Hütte auf dem Immenstädter Horn wurde am 12. August 1888 eröffnet. Durch eine Spende der Sektion Ingolstadt konnte die Hütte letztendlich errichtet werden, deshalb bekam die Hütte den Namen Ingolstädter Hütte. Die Mitgliederversammlung beschloss ein Unterkunftshaus am Nebelhorn zu errichten. Es wurde am 25. bis 26. Mai 1890 als Nebelhornhaus eingeweiht. Das Haus erhielt später den Namen Edmund-Probst-Haus, benannt nach dem langjährigen Vorsitzenden. Der Bau eines Höhenweges von der Willersalpe zum Prinz-Luitpold-Haus wurde 1897 beschlossen. Der neue Weg wurde 1899 eingeweiht und ihm zu Ehren der 30-jährigen Zugehörigkeit der Sektion zum Gesamtverein der Name Jubiläumsweg gegeben.
Im Jahr 1904 wurde das Kaufbeurer Haus unter der Urbeleskarspitze errichtet. Es wurde am 3. und 4. Juli 1905 eingeweiht. Der im Jahre 1906 begonnene Steig vom Kaufbeurer Haus zur Einsattelung wurde 1908 bis zur Hermann-von-Barth-Hütte weiter gebaut und erhielt bei der Eröffnung am 4. Oktober den Namen, Enzensperger Weg.
Nach dem Ersten Weltkrieg ist das Kaiserreich Geschichte. Das Kreuz, das 1920 auf dem Hochvogel aufgestellt wurde, soll an die Kriegsopfer erinnern. Gerade in der Zeit der Not nach dem Krieg erwies sich die heilsame Kraft der alpinen Idee, der bergsteigerischen Lebensform. Die Mitgliederzahl stieg bis 1920 auf 1222 an, eigene Ortsgruppen entstanden in Kaufbeuren, Sonthofen, Oberstdorf und Hindelang. Am 18. Mai 1922 kam Marktoberdorf als eigene Ortsgruppe hinzu. Aus Sektionsmitgliedern entstand die neue Bergwacht, mit der der Deutsche Alpenverein noch heute eng zusammenarbeitet. Die Ortsgruppe Oberstdorf wurde 1925 eine eigene Sektion. Trotz Einspruch der Sektion wurde 1925 die Genehmigung zum Bau der Nebelhornbahn erteilt. In den Jahren 1928 bis 1930 wurde mit einem großen Kostenaufwand das Edmund-Probst-Haus großräumig erweitert und modernisiert. Die Ortsgruppe Kaufbeuren machte sich 1933 als Sektion Kaufbeuren selbständig.
Im Zweiten Weltkrieg konnte zunächst nur noch die Jugendgruppe einen bescheidenen Arbeits- und Tätigkeitsbericht abgeben. Das Ende des Krieges mit der Stilllegung der Sektionstätigkeit und Beschlagnahme des Kaufbeurer Hauses kennzeichnete die trübe Lage. 1945 wurde beim Einmarsch der amerikanischen Besatzungstruppen die Sektion, wie alle deutschen Vereine, verboten. Erst am 1. Oktober 1947 konnte die Sektion in Immenstadt nach Absegnung durch die amerikanische Militärregierung wieder ins Leben gerufen werden. Der Hauptverein nunmehr vom Österreichischen Alpenverein abgetrennt, wurde erst am 21./22. Oktober 1950 durch die „12 Apostel“ in Würzburg unter dem Namen „Deutscher Alpenverein“ (DAV) wiedergegründet.
Die Bergsteiger von Bad Wörishofen kamen 1951 als neue Ortsgruppe zur Sektion. 1952 wurde das Edmund-Probst-Haus, das schon vorher Erweiterungen erfuhr, großzügig erweitert und eingeweiht. Die Sektion erhielt 1957 das enteignete Kaufbeurer Haus in der Hornbachkette formell von Österreich zurück. Auf der Hauptversammlung 1958 in Hof beschloss der Deutsche Alpenverein bereits, keine neuen Hütten und Wege mehr im deutschen Alpenraum zu bauen. Die letzten großen Wegebaumaßnahmen der Sektion sind Ausbauten bestehender Steige. Einer dieser Maßnahmen war der Gratweg über die Wengenköpfe vom Nebelhorn zum Daumen, dieser wurde mit Seilen und Leitern gesichert und erhielt 1978 bei seiner Einweihung den Namen Hindelanger Klettersteig. Die Instandhaltung der vier Hütten der Sektion Immenstadt erfordert immense Kosten, sie werden ständig saniert und modernisiert.
Im Juni 2013 entschied die Sektion das Waltenbergerhaus abzureißen und durch einen Neubau zu ersetzen. Die Abbrucharbeiten begannen im September 2015, der Neubau konnte bis Juli 2017 fertiggestellt werden. Auf der Hauptversammlung am 4. November 2020 wurden die Pläne zum Zusammenschluss der Ortsgruppen Immenstadt, Bad Hindelang und Sonthofen zur neuen gemeinsamen Ortsgruppe „Süd“ vorgestellt.

## Ereignisse
Die Sektion hat 1975, gemeinsam mit der Sektion Kaufbeuren, eine Expedition in den Hindukusch geleitet. Die Sektion Kaufbeuren ging aus der Sektion Immenstadt hervor.

## Sektionsvorsitzende
Eine chronologische Übersicht über alle Vorsitzenden der Sektion seit Gründung.
| Amtszeit  | Vorsitzender       |
| --------- | ------------------ |
| 1874–1878 | Anton Waltenberger |
| 1879–1918 | Edmund Probst      |
| 1918–1919 | Christoph Müller   |
| 1919–1933 | Anton Schmuck      |
| 1933–1945 | Eugen Herburger    |

| Amtszeit  | Vorsitzender         |
| --------- | -------------------- |
| 1945–1957 | Magnus Schraudolf    |
| 1957–1989 | Wolfgang Steidele    |
| 1990–2024 | Geert-Dieter Gerrens |
| 2024-     | Markus Haubelt       |

## Einrichtungen der Sektion

### Hütten
- Edmund-Probst-Haus, 1927 m
- Kaufbeurer Haus, 2005 m (Erbaut: 1905)
- Prinz-Luitpold-Haus, 1846 m (Erbaut: 1880)
- Waltenbergerhaus, 2084 m (Erbaut: 1875 / 2017)

### Ehemalige Hütten
- Ingolstädter Hütte am Immenstädter Horn, 1485 m (Erbaut: 1888)
- Unterkunftshaus am Schrecksee, 1830 m (Vilsalpseeberge, Allgäuer Alpen)

### Kletteranlage
- Kletterzentrum Sonthofen[12]

### Wegebau
- Enzensberger Weg[13]
- Jubiläumsweg
- Hindelanger Klettersteig

### Ortsgruppen
- Die Sektion unterhält mehrere „Ortsgruppen“: Ortsgruppe „Süd“, Marktoberdorf, Bad Wörishofen.[14]

## Bekannte Mitglieder
- Ernst Enzensperger (Ehrenmitglied)[15]